# Mikkel Desler
Mikkel Desler Puggaard (19 de fevereiro de 1995) é um futebolista profissional dinamarquês que atua como volante, atualmente defende o Toulose.

## Carreira
Mikkel Desler fará parte do elenco da Seleção Dinamarquesa de Futebol nas Olimpíadas de 2016.